# Kansas City (Missouri)
Kansas City é a cidade mais populosa do estado do Missouri, nos Estados Unidos. É a 36ª cidade mais populosa do país. Localiza-se nas margens do rio Missouri.
Kansas City foi fundada em 1838 como "Town of Kansas", na confluência dos rios Missouri e Kansas e foi incorporada em 1850. Situada próximo a Kansas City do estado do Kansas, a cidade foi lugar de várias batalhas durante a Guerra Civil, incluindo a Batalha de Westport. Kansas City é conhecida pelos contributos para os estilos musicais de jazz e blues, e pela sua cozinha típica. Em março de 2012 o centro de Kansas City foi escolhido como um dos melhores entre cidades dos Estados Unidos pela revista Forbes, pela sua cultura rica em arte, numerosas fontes, lojas de luxo e numerosos restaurantes.
De acordo com o censo nacional de 2020, a cidade possui mais de 508 mil habitantes e sua área metropolitana tem cerca de 2,2 milhões de pessoas, abrangendo quinze condados em dois estados: Kansas e Missouri. A cidade está dividida em duas partes por uma fronteira interestatal, e por isso existem duas cidades com o mesmo nome: Kansas City, Missouri e Kansas City, Kansas.

## História
Kansas City foi oficialmente constituída em 28 de março de 1853, no território de ambos os lados da fronteira entre Missouri e Kansas, na confluência dos rios Kansas e Missouri, que foi considerado um bom lugar para construir uma localidade.
A primeira visita europeia documentada à região onde hoje se ergue Kansas City foi a do explorador francês Étienne de Veniard, Sieur de Bourgmont, que também foi o primeiro europeu a explorar a parte baixa do rio Missouri. Criticado pelo modo como reagiu a um ataque de nativos americanos a Fort Detroit, abandonou o seu cargo como comandante da fortaleza e evitou as autoridades francesas. Bourgmont vivia com uma mulher ameríndia da tribo Missouria, a uns 140 km para leste, perto de Brunswick, comercializando ilegalmente peles.
A Espanha tomou a região aquando do Tratado de Paris de 1763, mas não desempenhou nenhum papel importante na zona além da cobrança de impostos e a concessão de licenças para transitar pelo rio Missouri. Os franceses continuaram com o comércio de peles sob licença espanhola. Após a compra da Luisiana, Lewis e Clark visitaram a confluência dos rios Missouri e Kansas e assinalaram que era um bom lugar para construir um forte.
Em 1831 um grupo de mórmons de Nova Iorque estabeleceu-se na região que mais tarde seria parte de Kansas City. Estes construíram a primeira escola dentro dos limites atuais da cidade, mas foram expulsos por violência de rua em 1833.
Durante a Guerra Civil a localidade e seus arredores tiveram intensa atividade militar, embora a primeira batalha em agosto de 1862 tenha resultado numa vitória confederada. A segunda batalha também deu lugar a um triunfo dos confederados, com um alto preço ao serem derrotados na Batalha de Westport no dia seguinte, que pôs fim aos esforços da Confederação em ocupar a cidade.
Por seu lado, o general Thomas Ewing, em resposta a uma incursão com êxito na vizinha Lawrence, Kansas, dirigida por William Quantrill, emitiu a Ordem Geral n.º 11, obrigando ao despejo dos residentes em quatro condados do oeste do Missouri, incluindo o condado de Jackson, exceto os que viviam na cidade e nas comunidades próximas e aqueles cuja lealdade à União foi certificada por Ewing.
Após a Guerra Civil a cidade de Kansas cresceu rapidamente. A escolha da cidade de Leavenworth, Kansas, para a ponte ferroviária da Hannibal and St. Joseph Railroad sobre o rio Missouri, provocou um crescimento de população depois de 1869, quando a ponte foi aberta. O boom provocou a mudança de nome para Kansas City em 1889 e a cidade estendeu os seus limites para sul e para leste. Westport passou a integrar Kansas City em 2 de dezembro de 1897 e em 1900 Kansas City era a vigésima segunda maior cidade no país, com 163 752 habitantes.
Em finais do século XIX e inícios do século XX, os diversos partidos políticos procuraram ganhar influência na cidade, e vários edifícios e estruturas importantes foram construídos durante este tempo, incluindo o Kansas City City Hall e o tribunal do condado de Jackson.
O desenvolvimento suburbano de Kansas City originalmente começou com a implementação dos elétricos nas primeiras décadas do século XX. Em 1950 os afro-americanos representavam 12,2% da população de Kansas City. O assassinato de Martin Luther King Jr. foi o catalisador para o motim de Kansas City em 1968. Neste momento os bairros marginais também começavam a formar-se no interior da cidade e os que podiam permitir-se sair acabaram por se mudar para os subúrbios e limites exteriores da cidade. Enquanto a população da cidade continuou a crescer, o centro diminuiu de população.
Em 1940 a cidade contava com uns 400 000 habitantes; em 2000, a mesma zona era lugar de apenas cerca de 180 000. De 1940 a 1960 a cidade duplicou de área, e aumentou de população em apenas 75 000 habitantes. Em 1970 a cidade tinha uma área total de aproximadamente 820 km2, mais de cinco vezes a sua área em 1940.

## Geografia
De acordo com o Departamento do Censo dos Estados Unidos, a cidade tem uma área de 852,7 km², dos quais 815,1 km² estão cobertos por terra e 10,6 km² (1,3%) por água.

## Demografia
Desde 1900, o crescimento populacional médio, a cada dez anos, é de 11,0%.

### Censo 2020
De acordo com o censo nacional de 2020, a sua população é de 508 090 habitantes e sua densidade populacional é de 623,4 hab/km². Seu crescimento populacional na última década foi de 10,5%, bem acima do crescimento estadual de 2,8%. É a cidade mais populosa do estado e a 36ª mais populosa do país.
Possui 241 949 residências que resulta em uma densidade de 296,8 residências/km² e um aumento de 9,1% em relação ao censo anterior. Deste total, 10,5% das unidades habitacionais estão desocupadas. A média de ocupação é de 2,3 pessoas por residência.

### Censo 2010
Segundo o censo nacional de 2010, a cidade possui 459 787 habitantes. Possui 221 860 residências que resulta em uma densidade de 272 residências/km².

## Esportes

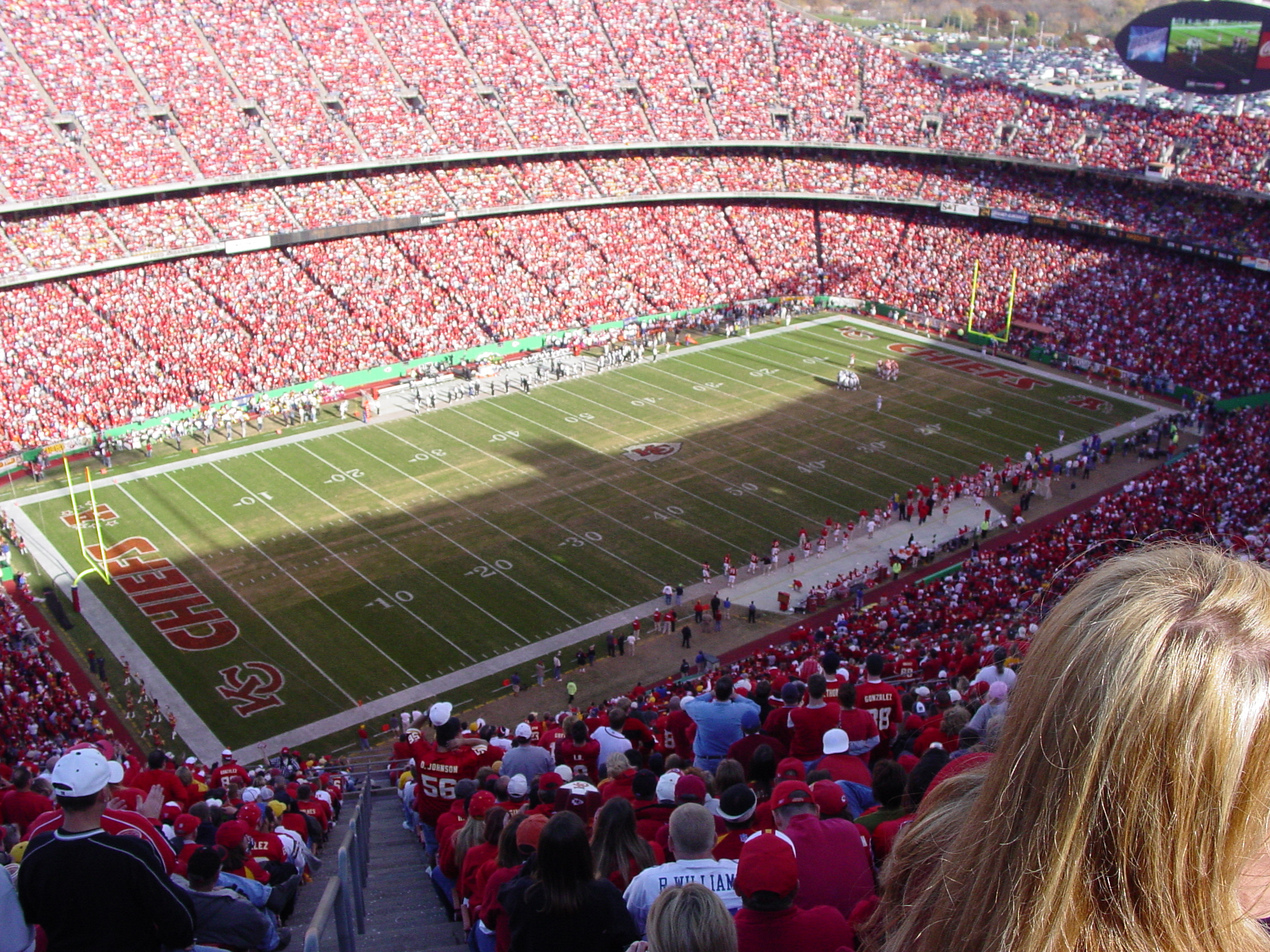
Arrowhead Stadium, casa do Kansas City Chiefs.

A cidade é sede do time de futebol americano Kansas City Chiefs, do time de beisebol Kansas City Royals e do time de futebol Sporting Kansas City, a cidade já foi sede do time de beisebol Kansas City Athletics em 1955.

## Transportes
A cidade é servida pelo Aeroporto Internacional de Kansas City que fica no Condado de Platte. Existem quatro rodovias interestaduais que circundam a cidade.

## Marcos históricos
O Registro Nacional de Lugares Históricos lista 333 marcos históricos em Kansas City. O primeiro marco foi designado em 21 de maio de 1969 e o mais recente em 3 de junho de 2021, o St. John’s High School and Seminary.